# 艾利根什泰因
艾利根什泰因（法語：Heiligenstein，法語發音：[ailiɡənʃtain] ⓘ）是法国下莱茵省的一个市镇，属于塞莱斯塔-埃尔什泰因区。

## 地理
艾利根什泰因（48°25'23"N, 7°27'1"E）面积3.99 平方千米，位于法国大東部大區下莱茵省，该省份为法国大陆部分最东部的省份，是阿尔萨斯的一部分，今与上莱茵省组成了阿尔萨斯欧洲集体，其南至上莱茵省，西南接孚日省和默尔特-摩泽尔省，西接摩泽尔省，北与德国接壤，东侧沿莱茵河与德国相望。
与艾利根什泰因接壤的市镇（或旧市镇、城区）包括：戈克斯维莱尔、布尔盖姆、热尔特维莱、巴尔、奥贝奈。
艾利根什泰因的时区为UTC+01:00、UTC+02:00（夏令时）。

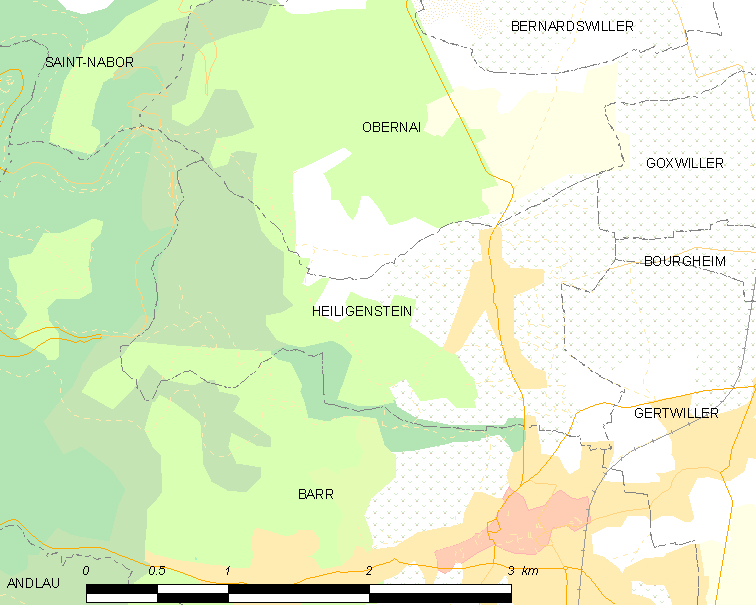
艾利根什泰因的OSM定位图

## 行政
艾利根什泰因的邮政编码为67140，INSEE市镇编码为67189。

## 政治
艾利根什泰因所属的省级选区为奥贝奈县。

## 人口

1962-2008年间艾利根什泰因人口变化图示

艾利根什泰因于2022年1月1日时的人口数量为927人。